# Captage et valorisation du dioxyde de carbone

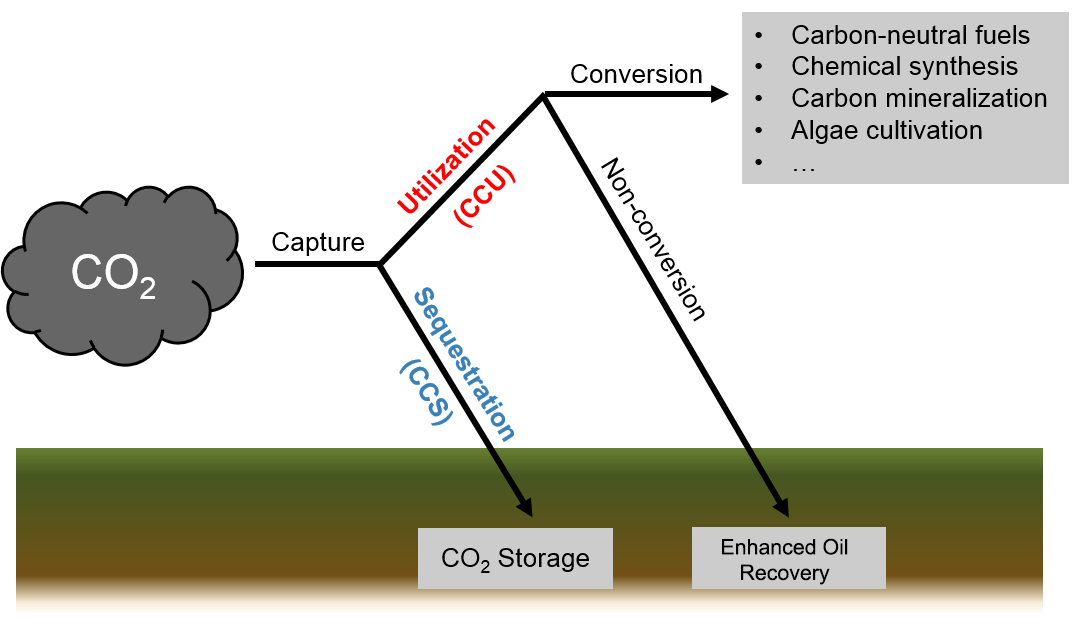
Comparaison entre la séquestration et l'utilisation du dioxyde de carbone capturé.

Le captage et valorisation du dioxyde de carbone ou captage et utilisation du carbone (en anglais, Carbon capture and utilization, CCU), est le processus de captage du dioxyde de carbone dans le but de le recycler pour une utilisation ultérieure,. Le CCU diffère du captage et stockage du carbone (CSC) en ce qu'il ne vise pas un stockage géologique permanent du dioxyde de carbone, mais à valoriser le dioxyde de carbone capturé à travers des produits tels que les plastiques, le béton ou les biocarburants tout en assurant la neutralité carbone de leur processus de production.
Le CO2 capturé peut être converti en différents hydrocarbures, comme le méthanol, ou bien en plastiques, en béton ou encore en réactifs pour diverses synthèses chimiques.
La rentabilité du captage et de l'utilisation du carbone dépend en partie du prix du carbone rejeté dans l'atmosphère mais l'utilisation du CO2 capté pour créer des produits valorisables pourrait rendre la capture du carbone financièrement viable.

## Sources de carbone
Le CO2 est généralement capté à partir de sources fixes telles que les centrales électriques et les usines. La concentration de ces sources peut aller de la concentration de 10 à 12 % de CO2 des gaz de combustion rejetés par une centrale à charbon typique à la concentration de 99 % de CO2 des rejets d'une raffinerie de biocarburant. Le processus de séparation lui-même peut être effectué par des processus de séparation tels que l absorption, l'adsorption ou l'utilisation de membranes[réf. nécessaire].
Certains processus industriels ont été développés pour capturer le CO2 au moment où il est émis, par exemple dans les aciéries, responsables de 7 % des émissions totales de CO2. ArcelorMittal construit sur son site de Dunkerque le démonstrateur « Igar » qui devrait permettre de réduire les émissions de CO2 de 20 à 60 % en récupérant les gaz industriels issus du haut-fourneau pour les traiter afin d'en isoler du monoxyde de carbone (CO), lui-même utilisé ensuite à la place du charbon pour produire de l'acier. Le pilote industriel devrait être construit en 2020 pour une année d'essai en 2021 ; l'investissement d'une vingtaine de millions d'euros sera financé à 50 % par l'Ademe. Un autre démonstrateur, « Stellanol », prévu sur le site de Gand en Belgique, pour un investissement de 140 millions d'euros, consiste à récupérer les gaz industriels à la sortie du haut-fourneau, à les traiter puis à les combiner à une culture de bactéries pour en faire de l'éthanol.
La production de ciment est aussi responsable de 7 % des émissions totales de CO2. Une usine pilote est parvenue à capter 80 à 95 % de ses émissions.

## Exemples de technologies et d'applications

### Récupération assistée des hydrocarbures (RAH)
La quantité de pétrole brut pouvant être extraite d'un gisement de pétrole peut être augmentée en injectant du CO2 à l’état supercritique dans les puits. Le CO2 supercritique, un puissant solvant, permet de diminuer la viscosité du pétrole brut et facilite sa récupération. C'est une des techniques de récupération assistée du pétrole ("Enhanced Oil Recovery" ou EOR). Une partie du CO2 reste stockée dans les « pores vidés » du gisement. Le potentiel de stockage est important : environ 60 % du CO2 injecté est retenu dans le réservoir. Le reste remonte à la surface dans le mélange de pétrole, d'eau et de gaz. Après traitement du pétrole et séparation, le CO2 peut être réinjecté dans le gisement pour éviter son rejet dans l'atmosphère. Il faut de 1,7 à 3 tonnes de CO2 pour extraire une tonne de pétrole brut.
Dans les champs gaziers, la récupération de gaz ("Enhanced Gas Recovery" ou EGR) s’appuie sur le déplacement physique du gaz naturel plus léger poussé par le CO2 sous pression. Dans le cas de la récupération de méthane dans des gisements de charbon ("Enhanced Coal Bed Methane Recovery" ou ECBM), le CO2 est adsorbé préférentiellement sur le charbon à la place du méthane qui migre vers la surface. Le méthane peut aussi être récupéré dans les hydrates sédimentaires ("Enhanced Gas Hydrate Recovery" ou EGHR).
La production d'hydrocarbures peut être accrue de 7 à 23 % ce qui rend l'opération rentable. Le potentiel d’utilisation du CO2 en 2050 au niveau mondial est estimé entre 16 et 22 milliards de tonnes pour la récupération de pétrole et de 160 à 390 milliards de tonnes pour la récupération de gaz naturel.

### Géothermie profonde
La récupération assistée de la chaleur géothermique en géothermie profonde (T > 150 °C) est la technologie connue sous le nom d’EGS (Enhanced Geothermal System). Classiquement opérée par l'injection d’eau froide à haute pression, elle peut également utiliser du CO2 à l'état supercritique. Des pilotes existent au Japon, aux États-Unis et en Australie.

### Utilisation industrielle
Le CO2 à l'état supercritique est un solvant utilisé dans l'extraction par exemple de la caféine. Il peut servir de gaz réfrigérant ou d'agent de traitement des eaux. Les applications déjà existantes sont nombreuses.

### Carburant neutre en carbone
Un carburant neutre en carbone peut être synthétisé en utilisant le CO2 capté dans l'atmosphère comme principale source d'hydrocarbures. Lors de la combustion du carburant, le CO2 est réémis. Dans ce processus, il n'y a pas de dioxyde de carbone net libéré ou éliminé de l'atmosphère, d'où le nom de carburant neutre en carbone.
La conversion du CO2 par addition d’hydrogène peut se faire par hydrogénation (réaction avec une molécule de dihydrogène), électrolyse (réaction avec du H2 provenant généralement de la dissociation électrique d’eau), électrocatalyse et photoélectrolyse (réaction avec des protons et des électrons obtenus à partir de composés hydrogénés dissociés par apport d’énergie électrique).
Le méthane peut être obtenu par méthanation ou reformage.

#### Électrolyse duCO2
- Le CO2 peut être converti en éthanol par catalyse grâce à des nanostructures de carbone et de cuivre[12],[13],[14]. Le coût de production était en 2023 proche du prix de vente de l'Ethanol[15]. L'éthanol peut alors être converti en essence ou en JP-5, un carburant proche du kérosène par des processus de fermentation bactérienne[16].
- Le CO2 peut être converti par électrolyse en CO, une matière première de l'industrie chimique. Le coût énergétique est toutefois très élevé : il faut entre 4 et 7 kWh d’électricité pour traiter un kg de CO2. Ce procédé est développé par la start-up française Carboneo[17].

#### Méthanol
Le méthanol peut être synthétisé à partir du dioxyde de carbone capturé et de l'hydrogène produit avec de l'énergie renouvelable. Par conséquent, le méthanol est considéré comme une alternative aux combustibles fossiles dans la production d'électricité pour atteindre la neutralité carbone,. Carbon Recycling International, une société ayant des installations de production à Grindavík, en Islande, commercialise un méthanol renouvelable à haut indice d'octane. Sa capacité de production en 2018 est de 4 000 tonnes/an. Le coût de production est en moyenne inférieur au prix de vente de l'essence, en 2023, en France.

### Synthèse organique
En tant que matière première, le CO2 capturé précédemment peut être converti en une gamme diversifiée de produits comme les polycarbonates, le polyéthylène et le polypropylène (en particulier via un catalyseur à base de zinc) ou en d'autres produits organiques tels que l'acide acétique, l'urée qui servira à la production de fertilisants à base d’azote ou de plastiques, l'acide salicylique et le PVC. La synthèse chimique n'est pas considérée comme un stockage ou une utilisation permanente de CO2, car les composés aliphatiques peuvent se dégrader et libérer du CO2 dans l'atmosphère en 6 mois.

### Minéralisation du carbone
Le dioxyde de carbone provenant de sources telles que les gaz de combustion réagit avec des minéraux tels que l'oxyde de magnésium et l'oxyde de calcium provenant de roches et de minéraux issus de gisements naturels broyés ou de déchets industriels. pour former des carbonates solides stables, un chauffage est nécessaire pour accélérer la réaction. Les carbonates peuvent ensuite être utilisés pour la construction.

### Biocarburant issu de microalgues

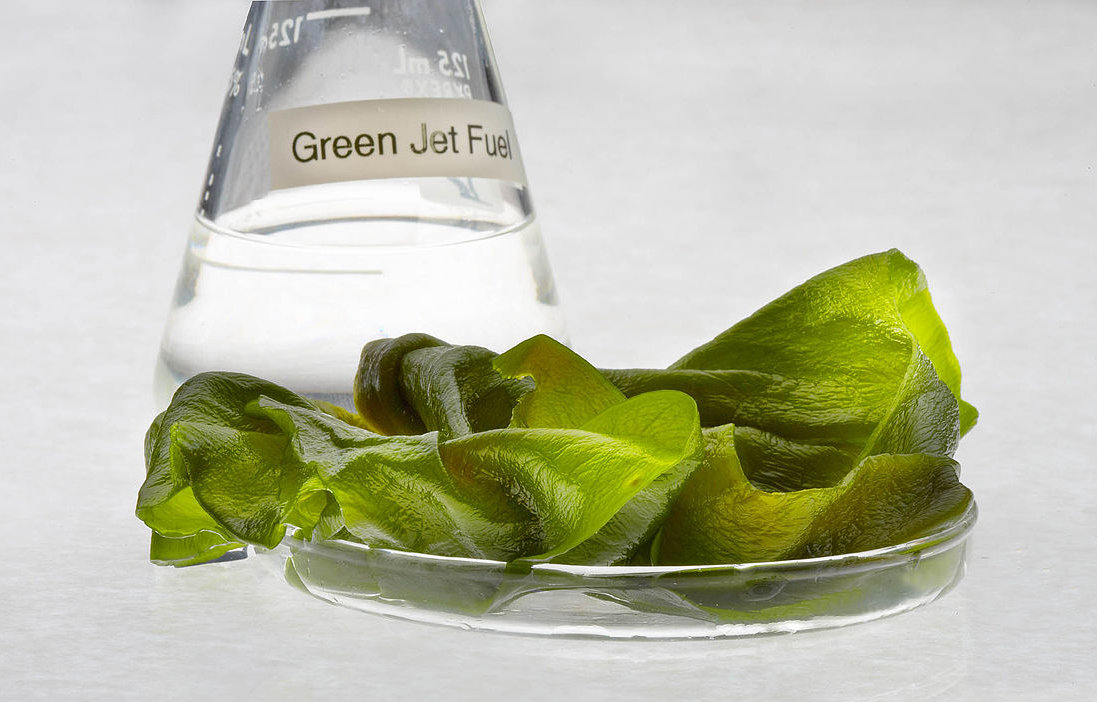
Les carburants peuvent être produits à partir d'algues.

Un bassin de microalgues ouvert ou un photobioréacteur est alimenté par une source de dioxyde de carbone. Les algues sont ensuite récoltées et la biomasse obtenue est ensuite convertie en biocarburant. Le CO2 capturé est stocké de manière temporaire mais le carburant est neutre en carbone. Le rendement de conversion de l’énergie solaire des algues est compris en moyenne entre 2 et 8 % ce qui est meilleur que pour la plupart des autres végétaux. Les algues peuvent être utilisées après extraction en alimentation animale ou humaine, en chimie ou bien comme précurseurs de biodiesel et d'éthanol.

### Agriculture
Une approche également proposée comme effort d'atténuation du changement climatique consiste à capturer le carbone d'origine végétale, par exemple pour doper la croissance de cultures d'algues ou de cultures de végétaux sous serre, ce qui nécessite que le gaz ait été correctement épurés des métaux lourds, du soufre ou d'autres contaminants toxiques ou phytotoxiques. La biomasse résultante peut ensuite être utilisée comme carburant.

## Critiques
Le CCU ne retire pas dans tous les cas le carbone de l'atmosphère. Lors de la fabrication de combustible, le besoin en énergie ne doit pas dépasser la quantité d'énergie disponible dans le nouveau combustible. Or la fabrication de produits à partir de CO2 est énergivore car le CO2 est une forme thermodynamiquement stable de carbone. En outre, les doutes sur la possibilité de mise en œuvre à grande échelle du CCU limite les investissements. La disponibilité d'autres matières premières qui peuvent être nécessaires pour créer un produit doit également être prise en compte.
Compte tenu des différentes options de capture et d'utilisation, une étude suggère que celles impliquant des produits chimiques, des carburants et des micro-algues ont un potentiel limité, tandis que ceux qui impliquent des matériaux de construction et une utilisation agricole peuvent être plus efficaces.

### Impacts environnementaux

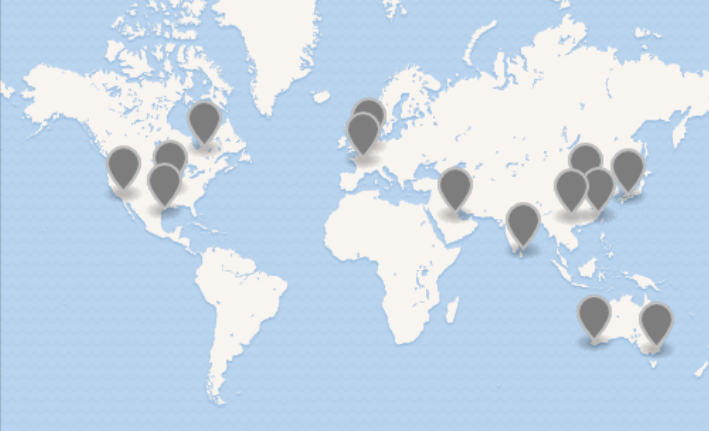
Sites de projets et de développement de capture et d'utilisation du carbone, d'après le rapport 2011 du Global CCS Institute.

16 analyses d'impact environnemental du cycle de vie ont été effectuées pour évaluer les impacts de quatre technologies majeures du CCU par rapport au captage et stockage du carbone conventionnel (CSC) : synthèse chimique, minéralisation du carbone, production de biodiesel, ainsi que la récupération assistée du pétrole (EOR). Ces technologies ont été évaluées en fonction de 10 impacts de l'analyse du cycle de vie tels que le potentiel d'acidification, le potentiel d'eutrophisation, le potentiel de réchauffement planétaire et le potentiel d'appauvrissement de la couche d'ozone. La conclusion des 16 modèles différents était que la synthèse chimique possède le potentiel de réchauffement planétaire le plus élevé (216 fois celui du CSC) tandis que la récupération assistée du pétrole a un potentiel de réchauffement planétaire plus faible (1,8 fois celui du CSC).

## Voir également
- Séquestration du dioxyde de carbone
- Atténuation du changement climatique